# Kawaleria Ochotnicza
Kawaleria Ochotnicza (KO) – jeden z nurtów kultywowania tradycji Wojska Polskiego II Rzeczypospolitej. Są to oddziały współczesnej kawalerii nawiązujące umundurowaniem i regulaminami do polskiej kawalerii okresu międzywojennego. Jednakże w odróżnieniu od grup rekonstrukcji historycznej oddziały KO często modyfikują przedwojenne mundury (np. wprowadzając własne oznaczenia stopni) lub regulaminy. Sama idea Kawalerii Ochotniczej nie ogranicza się do rekonstrukcji historycznej, kładąc większy nacisk na szeroko pojętą edukację społeczeństwa, doskonalenie w sporcie jeździeckim oraz wychowanie młodzieży – co zbliża ją raczej do działań Harcerstwa. Wiele oddziałów współczesnej Kawalerii wzięło swój początek w oddziałach Kawalerii Harcerskiej.
Głównymi organizacjami zrzeszającymi grupy Kawalerii Ochotniczej są Federacja Kawalerii Ochotniczej (FKO) oraz Polski Klub Kawaleryjski (PKK).

## Federacja Kawalerii Ochotniczej (FKO)
Federacja Kawalerii Ochotniczej RP jest Związkiem Stowarzyszeń kultywujących tradycję Pułków Kawalerii i Artylerii Konnej II Rzeczypospolitej.
Głównym celem działalności Federacji Kawalerii Ochotniczej RP jest zunifikowanie działalności kawaleryjskiej sfederowanych Stowarzyszeń w skali całego kraju. Cel ten realizowany jest między innymi poprzez organizację szkoleń kawaleryjskich przez Centrum Wyszkolenia Kawalerii Ochotniczej (CWKO) i opracowywania jednolitych dla wszystkich regulaminów.